# Martín Payares
Martín Payares (Majagual, Sucre, Colombia; 27 de marzo de 1995) es un futbolista colombiano. Juega de defensa en Nacional Potosí de la Primera División de Bolivia.

## Clubes
| Club                 | País     | Año         | PJ | Goles |
| -------------------- | -------- | ----------- | -- | ----- |
| Cortuluá             | Colombia | 2013 - 2016 | 28 | 2     |
| Orsomarso            | Colombia | 2017 - 2018 | 62 | 5     |
| Deportivo Pasto      | Colombia | 2018        | 9  | 0     |
| Santa Fe             | Colombia | 2019        | 2  | 0     |
| Patriotas Boyacá     | Colombia | 2019 - 2020 | 19 | 1     |
| Atlético Bucaramanga | Colombia | 2020        | 13 | 0     |